# Strychnos
Strychnos là một chi thực vật có hoa, thuộc họ Mã tiền (Loganiaceae). Chi bao gồm khoảng 100 loài cây và dây leo được chấp nhận và trên 200 loài vẫn chưa được xác nhận. Chi này phân bố rộng rãi khắp các vùng nhiệt đới trên thế giới và được chú ý đến vì có các chất độc nhóm indol ancaloit trong các bộ phận cây của nhiều loài khác nhau. Trong số này, có chất độc ancaloit nổi tiếng là strychnine và curare.

## Danh sách các loài
Danh sách này chỉ nêu một số loài:
- Strychnos aculeata Soler. - Mã tiền Tây Phi
- Strychnos acuta Progel
- Strychnos afzelii Gilg - Mã tiền Afzel
- Strychnos alvimiana Krukoff & Barneby
- Strychnos amazonica Krukoff - Mã tiền Amazon
- Strychnos angolensis Gilg - Mã tiền Angola
- Strychnos angolensis var. latifolia P.A. Duvign.
- Strychnos angustiflora Benth. - Mã tiền mắt bò
- Strychnos araguaensis Krukoff & Barneby - Mã tiền Venezuela
- Strychnos asperula Sprague & Sandwith
- Strychnos asterantha Leeuwenb.
- Strychnos atlantica Krukoff & Barneby
- Strychnos axillaris Colebr. - Mã tiền hoa nách
- Strychnos bahiensis Krukoff & Barneby - Mã tiền Bahia
- Strychnos barnhartiana Krukoff
- Strychnos barteri Soler.
- Strychnos bicolor Progel
- Strychnos bifurcata Leeuwenb.
- Strychnos boonei De Wild.
- Strychnos brachiata Ruiz & Pav. - Mã tiền chẻ
- Strychnos brachistantha Standl.
- Strychnos brachyantha Hemsl.
- Strychnos brasiliensis (Spreng.) Mart. - Mã tiền Brasil
- Strychnos bredemeyeri (Schult.) Sprague & Sandwith
- Strychnos campicola Gilg
- Strychnos camptoneura Gilg & Busse
- Strychnos canthioides Leeuwenb.
- Strychnos castelnaeana Wedd.
- Strychnos cathayensis Merr. - Mã tiền Đài Loan
- Strychnos cayennensis Krukoff & Barneby
- Strychnos cerradoensis Krukoff & Barneby - Mã tiền Cerrado
- Strychnos chlorantha Progel
- Strychnos chromatoxylon Leeuwenb.
- Strychnos chrysophylla Gilg - Mã tiền vàng
- Strychnos cocculoides Baker
- Strychnos cogens Benth.
- Strychnos colombiensis Krukoff & Barneby - Mã tiền Colombia
- Strychnos congolana Gilg - Mã tiền Congo
- Strychnos courteti A.Chev.
- Strychnos croatii Krukoff & Barneby - Mã tiền Croatia
- Strychnos cuminodora Leeuwenb.
- Strychnos cuniculina Leeuwenb.
- Strychnos daclacensis T. C. Khanh - Mã tiền Đác Lắc
- Strychnos dale De Wild.
- Strychnos davidsei Krukoff & Barneby - Mã tiền David
- Strychnos decorsei A.Chev.
- Strychnos decussata (Pappe) Gilg
- Strychnos densiflora Baill.
- Strychnos diaboli Sandwith
- Strychnos dinhensis Pierre ex Dop - Mã tiền Núi Đinh
- Strychnos dinklagei Gilg
- Strychnos diplotricha Leeuwenb.
- Strychnos divaricans Ducke
- Strychnos dolichothyrsa Gilg ex Onochie & Hepper
- Strychnos dongnaiensis Pierre ex Dop - Mã tiền leo, Mã tiền Đồng Nai
- Strychnos duckei Krukoff & Monach.
- Strychnos ecuadoriensis Krukoff & Barneby - Mã tiền Ecuador
- Strychnos elaeocarpa Gilg ex Leeuwenberg
- Strychnos erichsonii M.R.Schomb. ex Progel - Mã tiền Erichson
- Strychnos eugeniifolia Monach.
- Strychnos fallax Leeuwenb.
- Strychnos fendleri Sprague & Sandwith - Mã tiền Fendler
- Strychnos floribunda Gilg
- Strychnos froesii Ducke
- Strychnos fulvotomentosa Gilg
- Strychnos gardneri A.DC.
- Strychnos glabra Sagot ex Progel - Mã tiền bóng
- Strychnos gnetifolia Gilg ex Onochie & Hepper
- Strychnos goiasensis Krukoff & Barneby
- Strychnos gossweileri Exell
- Strychnos grayi Griseb.
- Strychnos guianensis (Aubl.) Mart. - Mã tiền Guiana
- Strychnos henningsii Gilg
- Strychnos hirsuta Spruce ex Benth.
- Strychnos icaja Baill.
- Strychnos ignatii P.J. Bergius - Mã tiền lông, Đậu gió, Dây gió
- Strychnos innocua Delile
- Strychnos javariensis Krukoff
- Strychnos jobertiana Baill.
- Strychnos johnsonii Hutch. & M.B.Moss - Mã tiền Johnson
- Strychnos kasengaensis De Wild.
- Strychnos krukoffiana Ducke
- Strychnos lobelioides Krukoff & Barneby
- Strychnos longicaudata Gilg
- Strychnos lucens Baker
- Strychnos lucida R. Br. - Mã tiền sang
- Strychnos macrophylla Barb. Rodr. - Mã tiền lá lớn
- Strychnos madagascariensis Poir. - Mã tiền Madagascar
- Strychnos malacoclados C.H. Wright
- Strychnos malacosperma Ducke & Fróes
- Strychnos malchairi De Wild.
- Strychnos matopensis S. Moore
- Strychnos mattogrossensis S.Moore
- Strychnos medeola Sagot ex Progel
- Strychnos melastomatoides Gilg
- Strychnos melinoniana Baill.
- Strychnos mellodora S. Moore
- Strychnos memecyloides S.Moore
- Strychnos millepunctata Leeuwenb.
- Strychnos mimfiensis Gilg ex Leeuwenberg - Mã tiền lá nhỏ, Mã tiền lá quế
- Strychnos mitis S.Moore
- Strychnos mitscherlichii M.R.Schomb.
- Strychnos moandaensis De Wild.
- Strychnos mostueoides Leeuwenb.
- Strychnos myrtoides Gilg & Busse
- Strychnos ndengensis Pellegr.
- Strychnos neglecta Krukoff & Barneby
- Strychnos ngouniensis Pellegr.
- Strychnos nicaraguensis Huft - Mã tiền Nicaragua
- Strychnos nigricans Progel
- Strychnos nigritana Baker - Mã tiền láng, Củ chi láng
- Strychnos nitida G. Don - Mã tiền cột lông
- Strychnos nux-blanda A.W. Hill - Mã tiền núi, Mã tiền quả cam, Mã tiền hạt trắng, Mã tiền quạ
- Strychnos nux-vomica L. - Mã tiền, Mạ tiền tử, Củ chi
- Strychnos odorata A. Chev.
- Strychnos oiapocensis Fróes
- Strychnos ovata A.W. Hill - Mã tiền trứng, Củ chi trứng
- Strychnos pachycarpa Ducke
- Strychnos panamensis Seem. - Mã tiền Panama
- Strychnos panganensis Gilg
- Strychnos panurensis Sprague & Sandwith
- Strychnos parviflora Spruce ex Benth.
- Strychnos parvifolia A.DC.
- Strychnos peckii B.L.Rob. - Mã tiền Peck
- Strychnos pentantha Leeuwenb.
- Strychnos phaeotricha Gilg
- Strychnos poeppigii Progel - Mã tiền nhiều hoa
- Strychnos potatorum L.f. - Mã tiền khoai tây
- Strychnos progeliana Krukoff & Barneby
- Strychnos pseudoquina A. St.-Hil.
- Strychnos puberula McPherson
- Strychnos pubiflora Krukoff
- Strychnos pungens Soler. - Mã tiền sa mạc
- Strychnos ramentifera Ducke
- Strychnos recognita Krukoff & Barneby
- Strychnos retinervis Leeuwenb.
- Strychnos ridleyi King & Gamble
- Strychnos romeu-belenii Krukoff & Barneby
- Strychnos rondeletioides Spruce ex Benth.
- Strychnos rubiginosa A.DC.
- Strychnos samba J. Duvign.
- Strychnos sandwithiana Krukoff & Barneby
- Strychnos scheffleri Gilg - Mã tiền Scheffler
- Strychnos schultesiana Krukoff
- Strychnos schunkei Krukoff & Barneby
- Strychnos solerederi Gilg
- Strychnos solimoesana Krukoff
- Strychnos sonlaensis T. C. Khanh - Mã tiền Sơn La
- Strychnos soubrensis Hutch. & Dalziel
- Strychnos spinosa Lam. - Mã tiền Nam Phi
- Strychnos splendens Gilg
- Strychnos staudtii Gilg
- Strychnos subcordata Spruce ex Benth.
- Strychnos talbotiae S. Moore
- Strychnos tarapotensis Sprague & Sandwith
- Strychnos tchibangensis Pellegr.
- Strychnos ternata Gilg
- Strychnos thorelii Pierre ex Dop
- Strychnos tomentosa Benth.
- Strychnos torresiana Krukoff & Monach.
- Strychnos toxifera R.H.Schomb. ex Lindl. - Mã tiền Nam Mỹ
- Strychnos tricalysioides Hutch. & M.B. Moss
- Strychnos trichoneura Leeuwenb.
- Strychnos trinervis (Vell.) Mart.
- Strychnos tseasnum Krukoff & Barneby
- Strychnos umbellata (Lour.) Merr. - Mã tiền hoa dù
- Strychnos urceolata Leeuwenb.
- Strychnos usambarensis Gilg ex Engl. - Mã tiền Trung Phi
- Strychnos vanprukii Craib - Mã tiền cành vuông
- Strychnos variabilis De Wild.
- Strychnos wallichiana Steud. ex A. DC. - Hoàng nàn, Vỏ đoãn, Mã tiền hạt dài
- Strychnos xantha Leeuwenb.
- Strychnos xinguensis Krukoff
- Strychnos xylophylla Gilg
- Strychnos zenkeri Gilg ex Baker - Mã tiền Zenker

## Thư viện

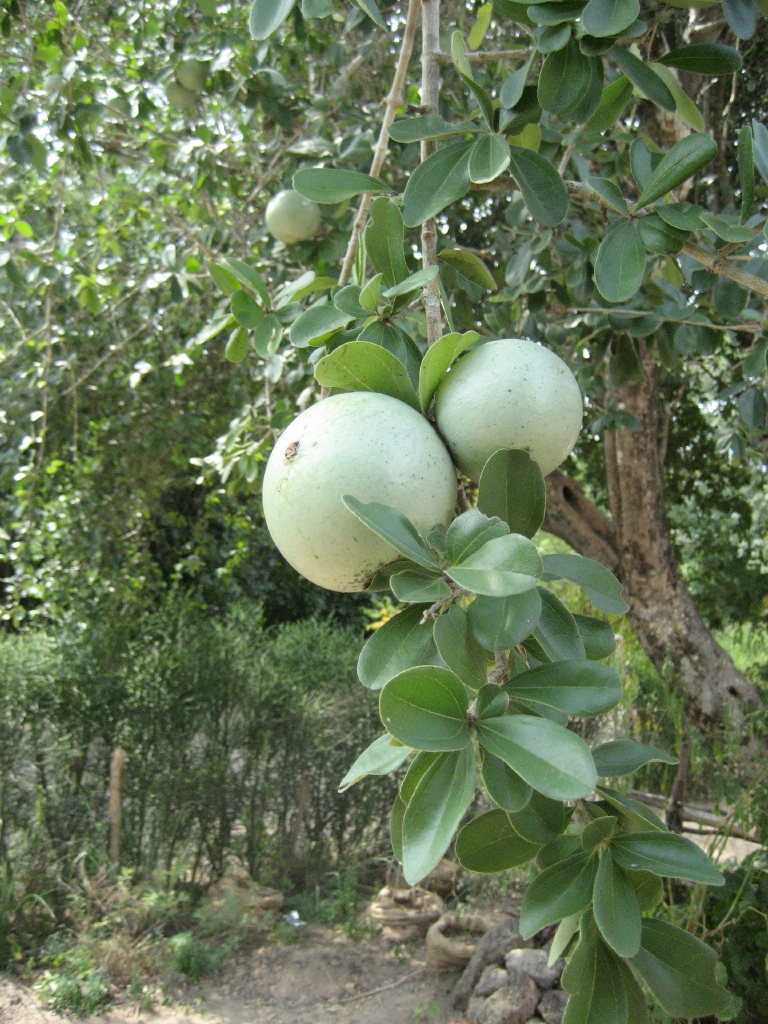
Strychnos madagascariensis
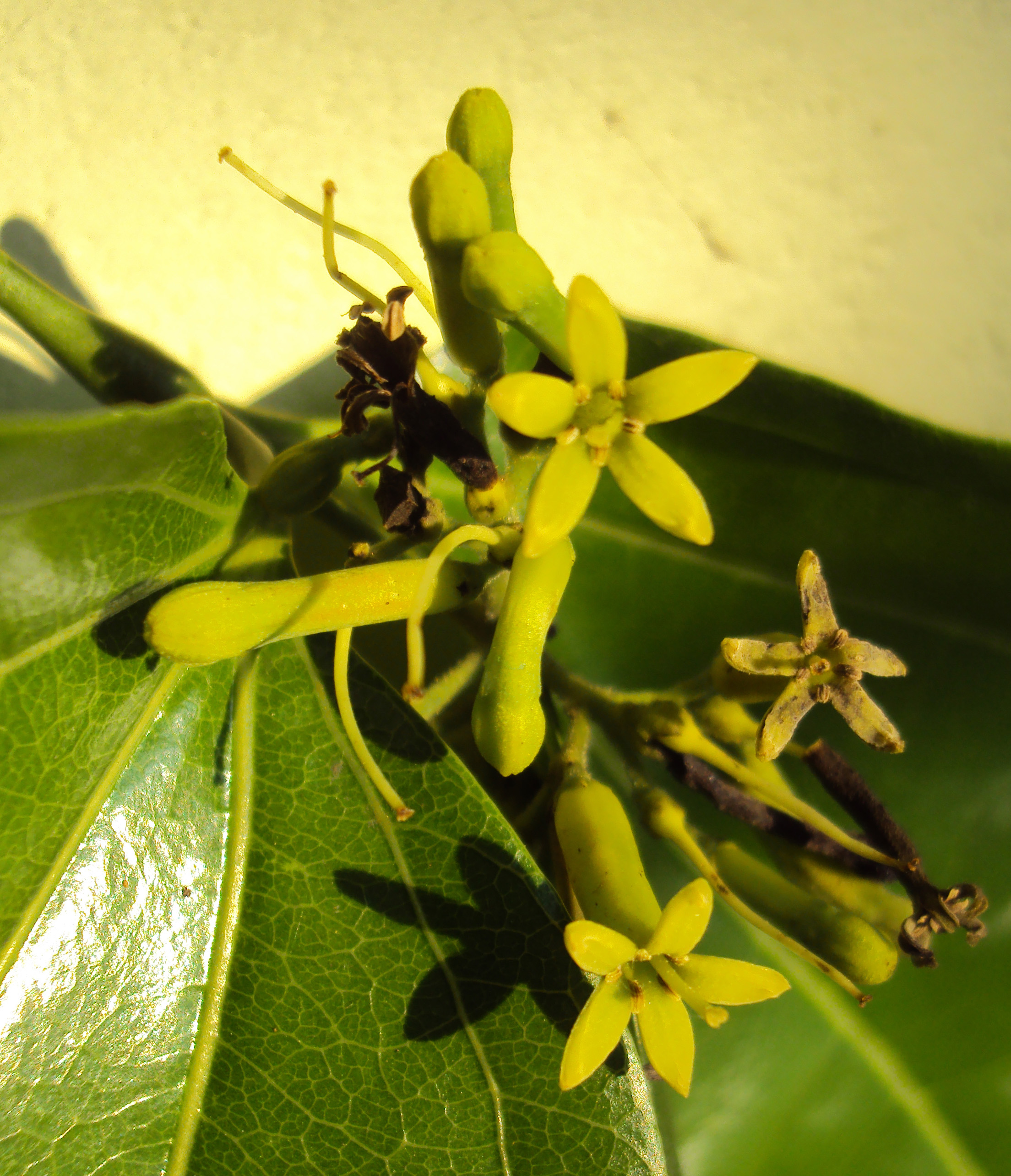
Hoa Mã tiền
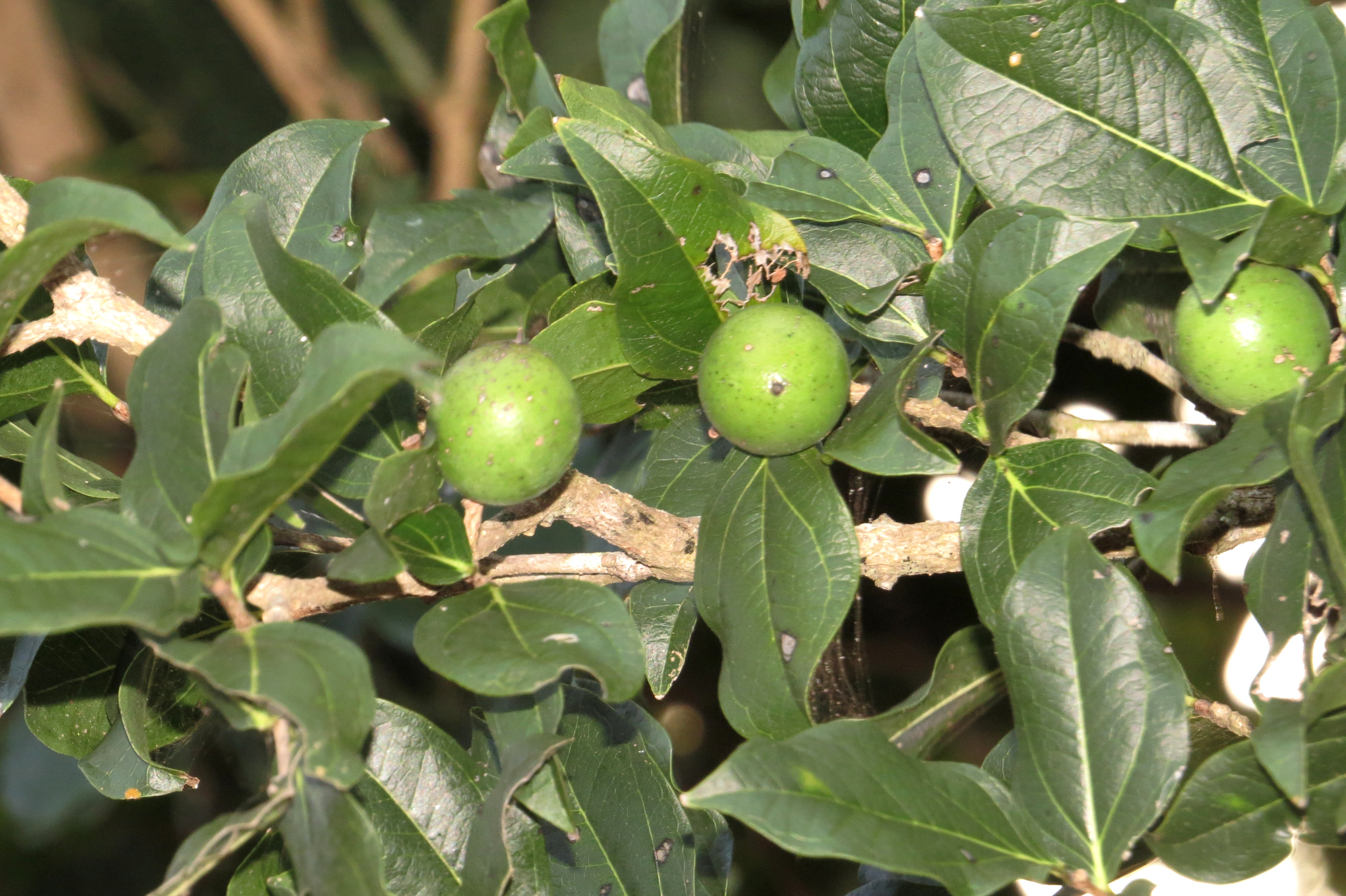
Strychnos potatorum
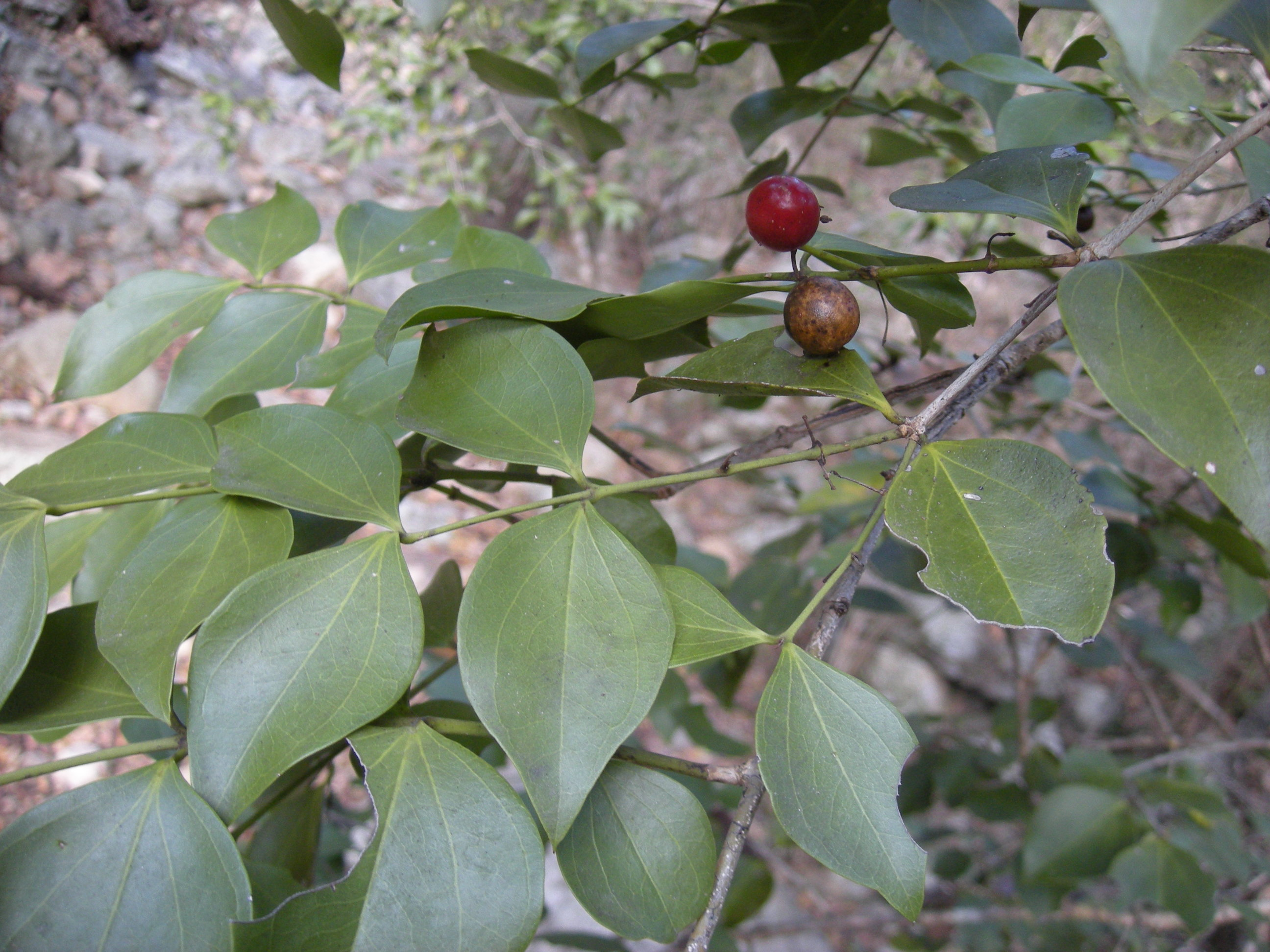
Strychnos psilosperma
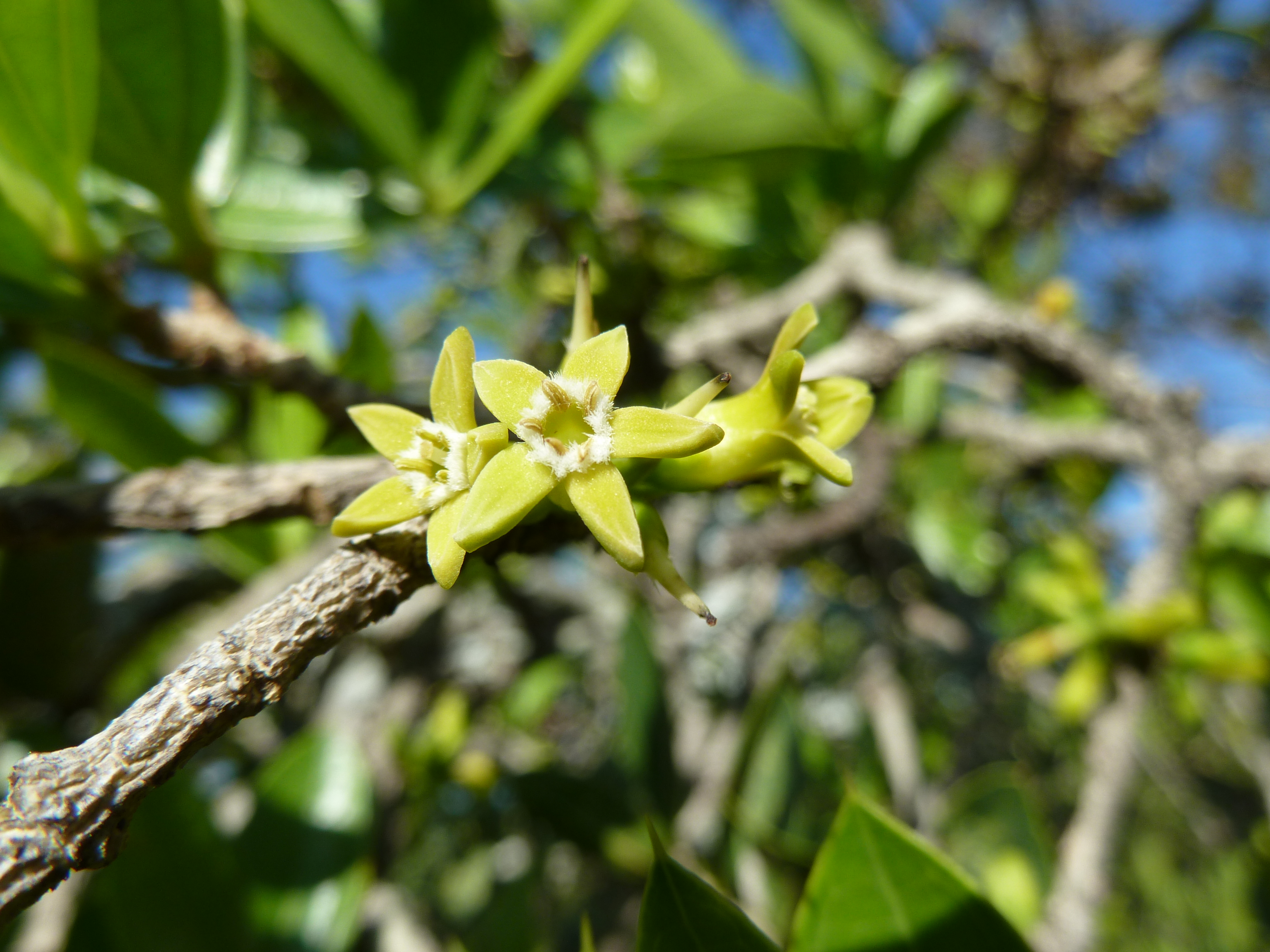
Strychnos pungens hoa
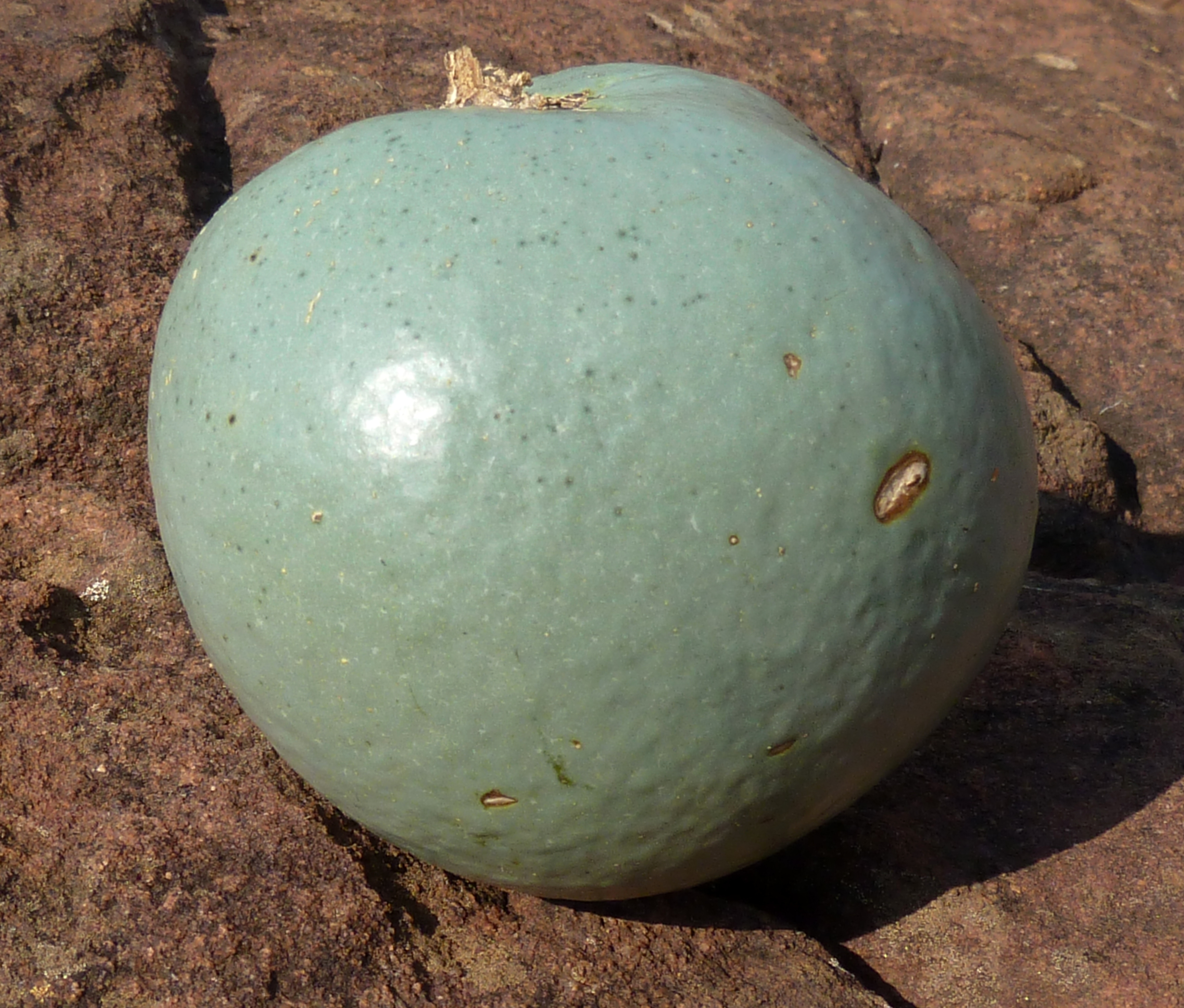
Strychnos pungens
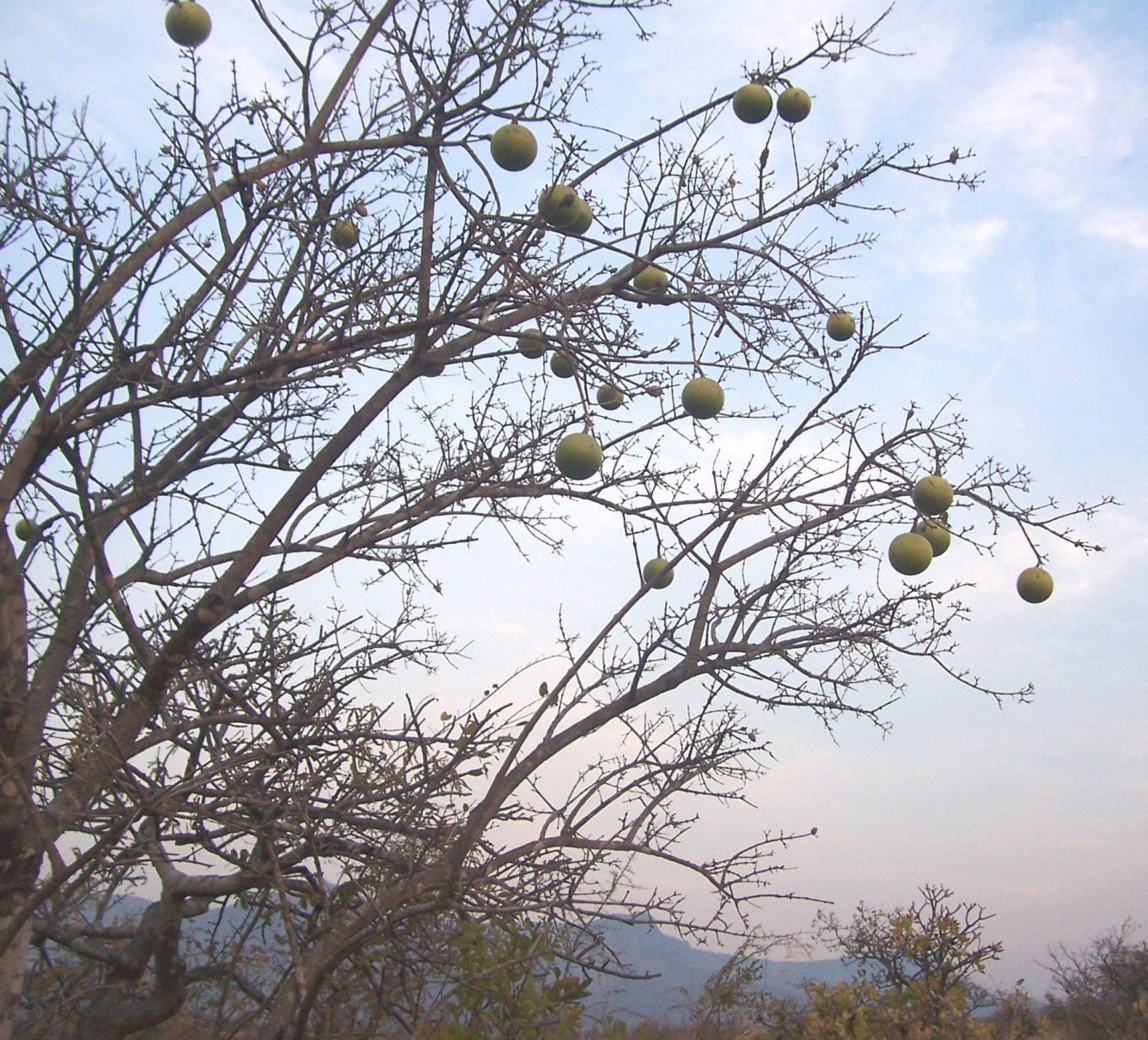
Strychnos spinosa quả
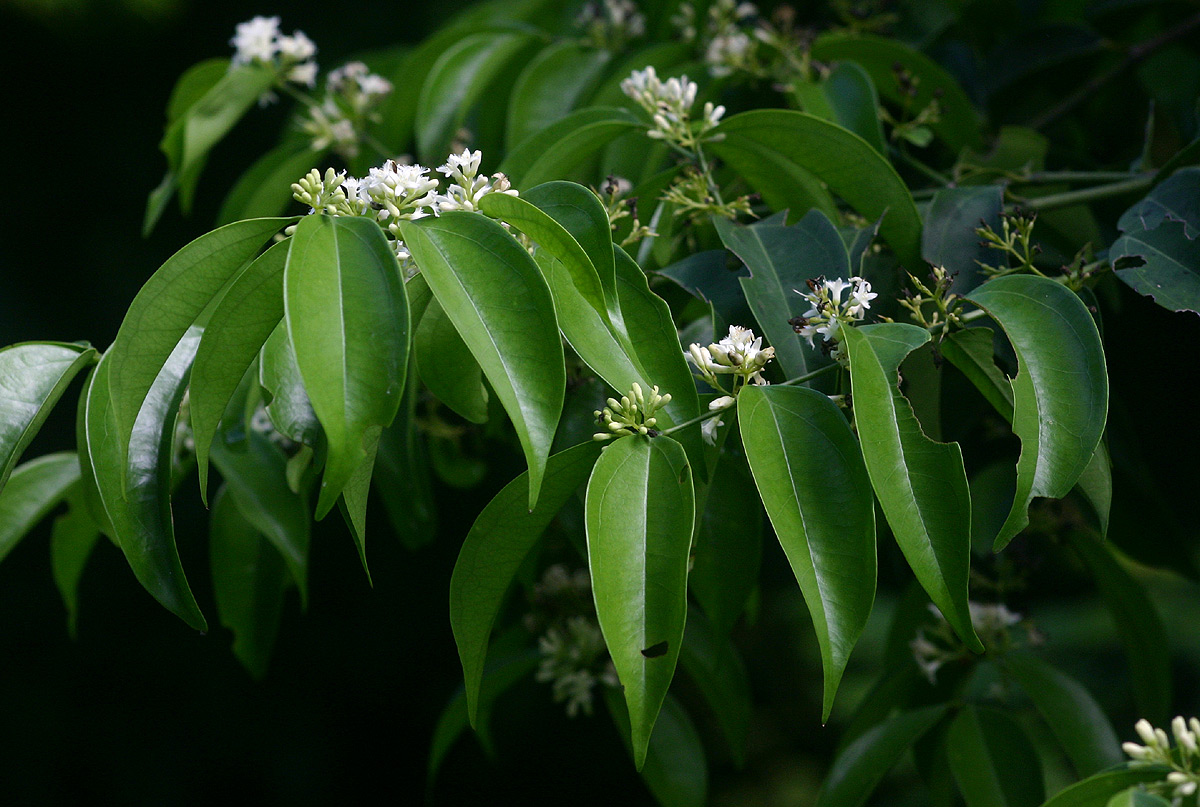
Strychnos usambarensis hoa
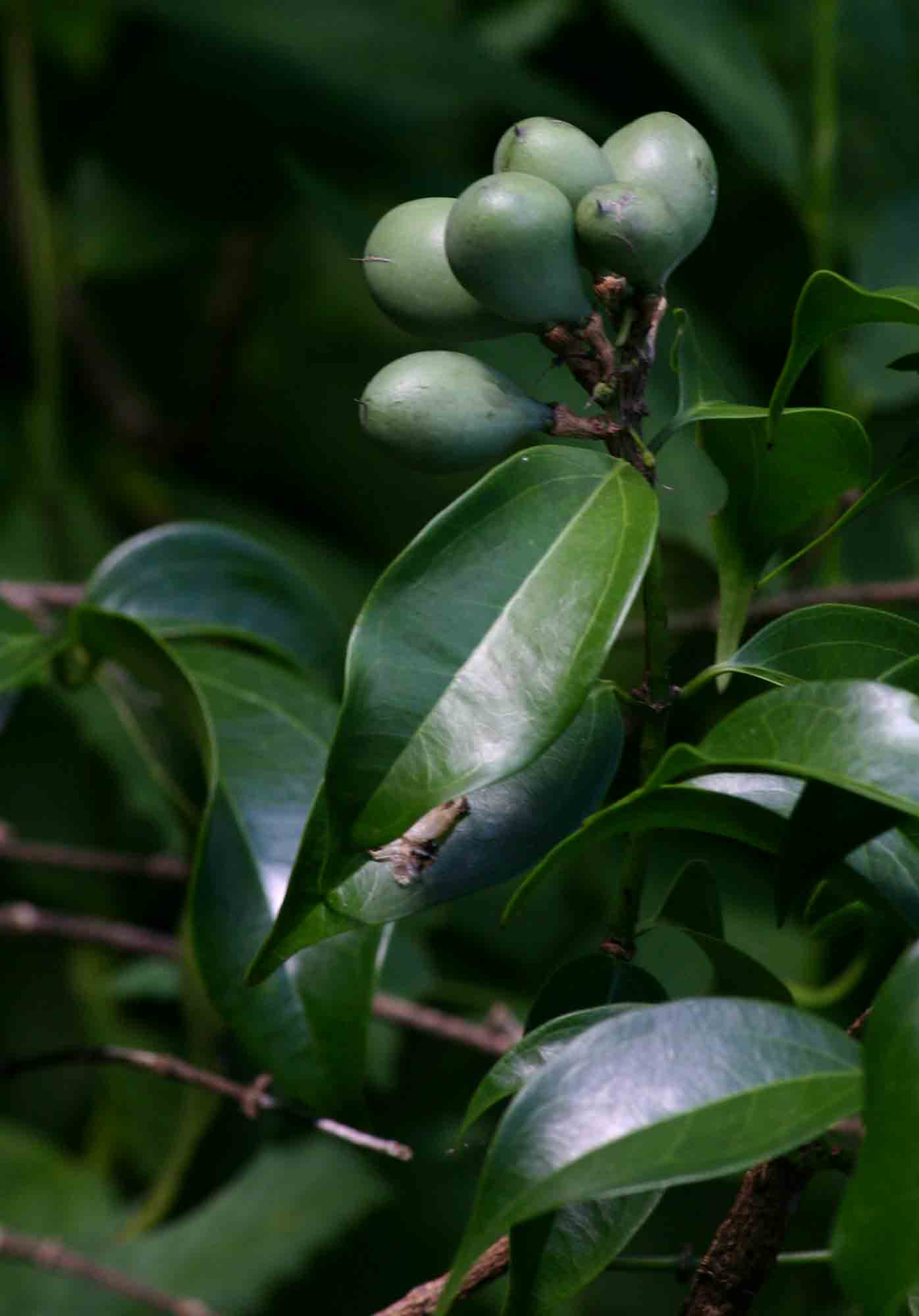
Strychnos usambarensis quả